# 디지털 할리우드 대학
디지털 할리우드 대학(デジタルハリウッド大学)은 2005년에 설치된 일본 IT미술계열의 4년제 사립 대학이다. 3DCG, 영상, 애니메이션 분야에서 강한 대학으로 인지되어있다.
특히 재학생 수가 1000명 정도로 적은 편이지만 일본 내에서는 소수정예대학으로 인식되어있다.
대학의 약칭은 데지하리 대학, DHU. 위치는 도쿄도 치요다구 캉다슬가 다이4-6(오차노미즈 소라시티아카데미아)외에 본부를 둔일본노주식 구조 개혁 특구로 설치된 주식 회사 주립대이다. 학장은 스기야마 토모유키이다.
본교는 츠타야로 유명한 기업 컬쳐컨비니어스클럽(CCC)기업의 산하 기업 주식회사 디지털할리우드가 세운 대학교이다. 대학교뿐만 아니라 대학원, 연구소, 사회인들을 위한 전문스쿨을 운영하는 등 다양하게 활동하고 있다.
학장의 스기야마 토모유키가 내세우는 "바보 취급한다. 세계를 바꾼다."라는 슬로건 아래, 기존의 개념을 탈피하고 정보 창조자와 늘 새로운 것을 창조하는 것을 제시한 4년제 단과 대학이다.
```
본교의 전문 연구는 디지털 커뮤니 케이션(스기야마 토모유키 총장 발안)이며, 정보 과학을 중심으로 한 근대 과학과 기술 공학을 융합한 새로운 분야에 전개하고 있다. 그 위에서 학부생은 영상, CG, Web, 애니메이션, 그래픽 디자인, IT프로그래밍 등의 디지털 컨텐츠의 제작 기술을 배울 수 있다. 본교의 특징은 기존의 대학처럼 학문을 체계화하고 배우는 것이 아니라 학문을 언어, 문화, 그리고 놀이라는 다면적인 관점을 갖고 해체하는 것이다.
```

디지털할리우드 대학은 영화 감독이나 애니메이터, 디자이너, IT기업 경영자 등 각 분야의 일선에서 활약하는 프로들로 이루어져있다. 직접 근처에서 지도 해 주기 때문에, 현장에서 통용되는 최첨단기술, 지식을 실시간으로 흡수할 수 있다.
명탐정 코난 프로듀서 스와 미치히코, 미디어 아티스트 오치아이 요이치, 지브리와 신카이마코토 작품 배경을 담당한 마스야마 오사무 등등 다양한 분야에서 활약중인 교수로 이루어져있다.

특히, 놀이에서는 인간 이전의 "놀이"를 긍정적으로 포착하고 배움의 가치를 인간이 내놓는 원시적인 자기애 속에 얻는 데 성공했다. 결과적으로 원래 학문이 일반화된 체계적, 전통적인 지식 습득 주의가 일축되고 대신 인간 본래의 가능성이 개방되는 배움터를 구축했다. 이는 경험 주의에 근거하여"사물은 모두 경험을 통해서 느낄 수 있는 "것부터 본교의 모든 학습 과정에서 실기가 마련된 교육 과정이 존재하고 있다. 실기에서 실패 경험이 발생한 경우, 교직원이 항상 긍정적으로 파악하는 피드백함으로써 배우러 가는 자세가 조성되는 상황을 만드는 데도 성공했다.이것이 본교의 학문의 큰 달성 실적이다.
현재 해외 유학생 비율은 전체의 약 3할 정도로 다른 대학과 비교해도 많은 경향이 있다. 국제적 색채가 짙은 대학으로서 주목되고 있다. 도쿄 대학과 와세다 대학 등 학문의 가치를 지식에 찾는 외국인이 아니라 배우는 이유를 사회의 창조에서 찾은 각국의 우수한 젊은이가 입학한다. 이러한 젊은이는 일본 사회의 가치를 "창조 문화"에서 볼 수 있다 일본을 인류학상에서 말하는 문화 생성물로 보기에서 보다 깊은 일본 사회의 문제를 파악하는 외국인 학생들이 많이 재적한다. 또 국적이나 종교와 같은 벽을 넘어 전 세계의 사람과 협동할 수 있는 인재를 육성하는 영어 교육에도 힘을 쏟고 있다.이는 스기야마 토모유키 총장이 지진 후의 졸업식에서 "세계의 사람과 지혜를 모아 인류의 어려운 과제를 풀어 달라"라고 한 것에 기초하고 있다.
개교 당초 입학식은 해외에서 이루어졌지만, 최근의 불황으로 부모에의 배려로부터, 현재는 국내에서 입학식이 열리고 있다.
스기야마 토모유키 학장은 "현역 뮤지션들로부터 학자 지망까지 학생의 폭이 넓고 자유로운 분위기 속에서 배울 수 있는 본교는 다른 대학에 없는 매력을 갖췄다.자신의 개성을 최대한 올릴 본교에서는 수 있다."라고 자부한다.